# Alberto Vargas
Alberto Vargas (Arequipa, 9 febbraio 1896 – Los Angeles, 30 dicembre 1982) è stato un pittore e illustratore peruviano, noto soprattutto per le sue ragazze pin-up.

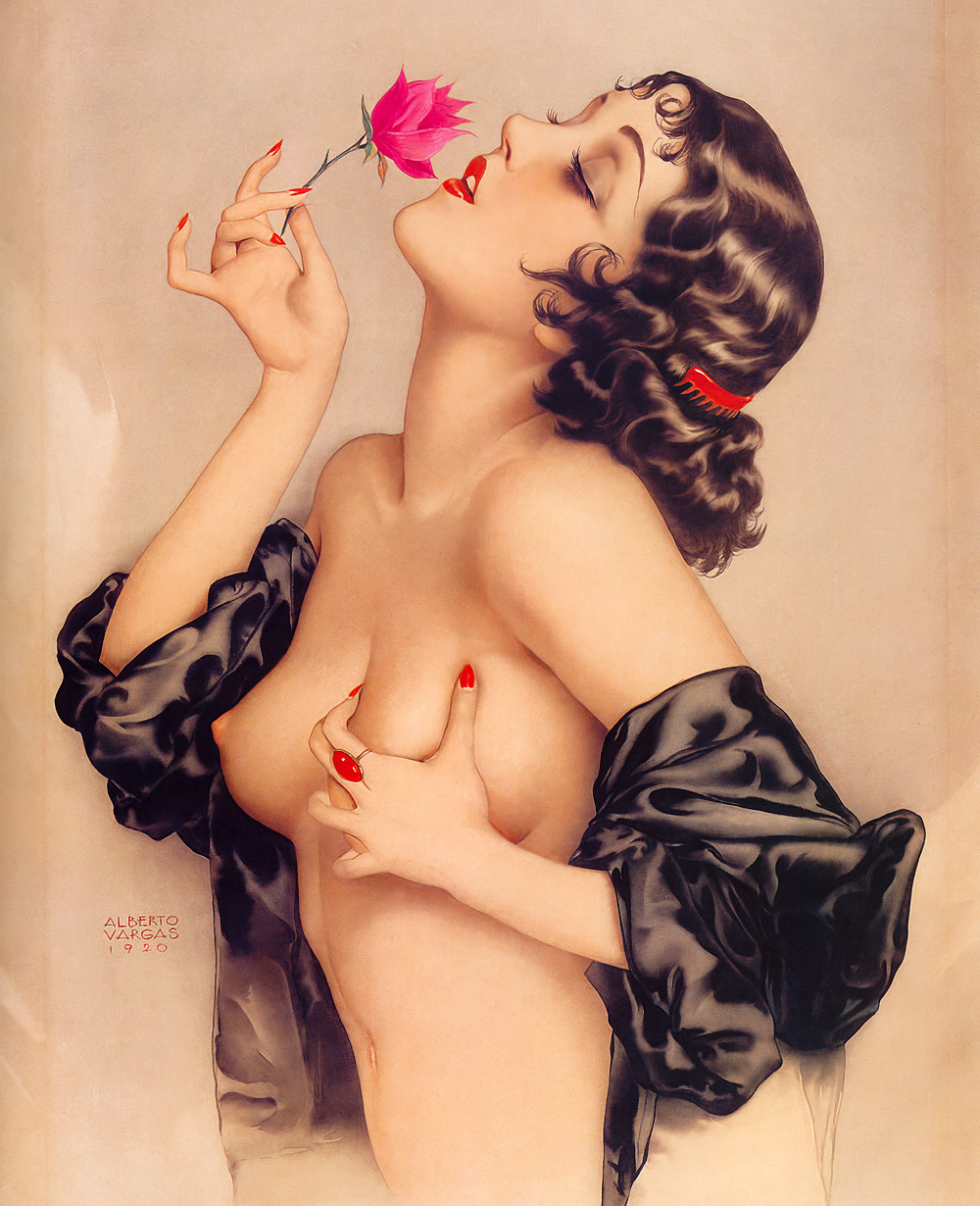
L'attrice Olive Thomas ritratta da Alberto Vargas

Nato in Perù, si trasferì negli USA nel 1916.
Disegnò tra l'altro la copertina dell'album Candy-O dei The Cars.